# Calyptronoma plumeriana
Calyptronoma plumeriana là loài thực vật có hoa thuộc họ Arecaceae. Loài này được (Mart.) Lourteig mô tả khoa học đầu tiên năm 1989.